# Agua Nueva
Agua Nueva é uma comunidade não incorporada localizada no condado de Jim Hogg, no estado norte-americano do Texas. A sua população era estimada em 20 habitantes, conforme o censo de 2000.